# Liste der Baudenkmale in Bakum
Die Liste der Baudenkmale in Bakum enthält Baudenkmale der niedersächsischen Gemeinde Bakum und der Dörfer Büschel, Carum, Daren, Elmelage, Harme, Hausstette, Lohe, Lüsche, Molkenstraße, Vestrup und Westerbakum. In den Dörfern Märschendorf und Schledehausen befinden sich keine Baudenkmale. Der Stand der Liste ist das Jahr 2018.

## Bakum
| Lage                                            | Bezeichnung                      | Beschreibung                   | ID | Bild           |
| ----------------------------------------------- | -------------------------------- | ------------------------------ | -- | -------------- |
| Büscheler Straße 1a 52° 44′ 22″ N, 8° 11′ 23″ O | Wegekapelle                      | [ 1 ]                          |    |                |
| Kapellenweg 17 52° 44′ 35″ N, 8° 12′ 4″ O       | Gethsemanekirche                 | Evangelisch-lutherische Kirche |    |                |
| Kirchstraße 5 52° 44′ 34″ N, 8° 11′ 38″ O       | Ehemaliges Rathaus               | Wohnhaus, mit Nebengebäude     |    | BW             |
| Kirchstraße 11 52° 44′ 32″ N, 8° 11′ 43″ O      | Pfarrkirche St. Johannes Baptist | Katholische Kirche             |    | Weitere Bilder |
| Pastors Busch 9a 52° 44′ 45″ N, 8° 11′ 31″ O    | Ehemalige Schule                 | mit Toilettenhäuschen          |    | BW             |
| Pastors Busch 9 52° 44′ 46″ N, 8° 11′ 29″ O     | Ehemaliges Lehrerwohnhaus        | [ 1 ]                          |    | BW             |

## Büschel
| Lage                                            | Bezeichnung             | Beschreibung | ID | Bild |
| ----------------------------------------------- | ----------------------- | ------------ | -- | ---- |
| Büscheler Straße 12 52° 44′ 37″ N, 8° 10′ 25″ O | Wohn-Wirtschaftsgebäude | [ 1 ]        |    | BW   |

## Carum
| Lage                                            | Bezeichnung                        | Beschreibung                                                             | ID | Bild |
| ----------------------------------------------- | ---------------------------------- | ------------------------------------------------------------------------ | -- | ---- |
| Carumer Dorfstraße 2 52° 42′ 36″ N, 8° 7′ 28″ O | Wohn-Wirtschaftsgebäude            | mit Querdurchfahrtscheune, Stall, Backhaus und Scheune                   |    | BW   |
| Carumer Dorfstraße 4 52° 42′ 30″ N, 8° 6′ 57″ O | Wohn-Wirtschaftsgebäude            | mit Querdurchfahrtscheune, Nebengebäude (ehemaliges Weinlager) und Stall |    | BW   |
| Dinklager Straße 1 52° 42′ 17″ N, 8° 6′ 34″ O   | Wohn-Wirtschaftsgebäude            | [ 1 ]                                                                    |    | BW   |
| Lüscher Straße 2 52° 42′ 24″ N, 8° 6′ 15″ O     | Wohn-Wirtschaftsgebäude            | [ 1 ]                                                                    |    | BW   |
| Zum Fladder 2 52° 42′ 24″ N, 8° 6′ 32″ O        | Kirche St. Johannes Evangelist     | Katholische Kirche                                                       |    | BW   |
| Zum Fladder 2 52° 42′ 26″ N, 8° 6′ 37″ O        | Kreuzigungsgruppe auf dem Friedhof | [ 1 ]                                                                    |    | BW   |
| Zum Fladder 4 52° 42′ 25″ N, 8° 6′ 33″ O        | Pfarrhaus                          | [ 1 ]                                                                    |    | BW   |
| Zum Fladder 6 52° 42′ 26″ N, 8° 6′ 32″ O        | Schule                             | mit Lehrerwohnhaus                                                       |    | BW   |
| Zum Fladder 9 52° 42′ 30″ N, 8° 6′ 28″ O        | Wohn-Wirtschaftsgebäude            | [ 1 ]                                                                    |    | BW   |

## Daren
| Lage                                     | Bezeichnung | Beschreibung | ID | Bild |
| ---------------------------------------- | ----------- | --- | -- | ---- |
| Sternbusch 2 52° 43′ 16″ N, 8° 13′ 43″ O | Gut Daren   | Herrenhaus mit Graft, Scheune I (Ziegelmuseum), Scheune II (gegenüber Scheune I), Scheune III (große Fachwerkscheune), Stall (Maschinenschuppen außerhalb der Graft), Zufahrt (mit Allee und Einfriedung), Parkanlage, Hofraum und Gutsfriedhof |    | BW   |

## Elmelage
| Lage                                    | Bezeichnung | Beschreibung                                                      | ID | Bild |
| --------------------------------------- | ----------- | ----------------------------------------------------------------- | -- | ---- |
| Hasenberg 2 52° 44′ 13″ N, 8° 12′ 55″ O | Heuerhaus   | [ 1 ]                                                             |    | BW   |
| Kirchesch 6 52° 43′ 52″ N, 8° 12′ 41″ O |             | Stall I, Stall II, Stall III, Hofraum, Wegekreuz, Scheune, Remise |    | BW   |

## Harme
| Lage                                           | Bezeichnung             | Beschreibung | ID | Bild |
| ---------------------------------------------- | ----------------------- | ------------ | -- | ---- |
| Harmer Straße 33 52° 43′ 51″ N, 8° 10′ 56″ O   | Wohn-Wirtschaftsgebäude | [ 1 ]        |    | BW   |
| Harmer Straße 33 52° 43′ 48″ N, 8° 10′ 57″ O   | Wegekapelle             | [ 1 ]        |    | BW   |
| Zur alten Schule 2 52° 43′ 29″ N, 8° 10′ 51″ O | Ehemalige Schule        | Wohnhaus     |    | BW   |

## Hausstette
| Lage                                          | Bezeichnung             | Beschreibung                                                | ID | Bild |
| --------------------------------------------- | ----------------------- | ----------------------------------------------------------- | -- | ---- |
| Alte Dorfstraße 5 52° 43′ 56″ N, 8° 7′ 42″ O  | Wohn-Wirtschaftsgebäude | mit Hofraum und Baumbestand, Scheune, Backhaus und Hofkreuz |    | BW   |
| Alte Dorfstraße 7 52° 44′ 4″ N, 8° 7′ 45″ O   | Gefallenehrenmal        | ohne Glockenturm                                            |    |      |
| Alte Dorfstraße 13 52° 44′ 20″ N, 8° 7′ 45″ O | Wohn-Wirtschaftsgebäude | mit Scheune und Backhaus                                    |    | BW   |
| Alte Dorfstraße 22 52° 44′ 4″ N, 8° 7′ 49″ O  | Ehemalige Schule        | Wohnhaus                                                    |    | BW   |
| Uppe Stadt 5 52° 44′ 8″ N, 8° 8′ 11″ O        | Wegekreuz               | [ 1 ]                                                       |    | BW   |

## Lohe
| Lage                                    | Bezeichnung | Beschreibung                                     | ID | Bild |
| --------------------------------------- | ----------- | ------------------------------------------------ | -- | ---- |
| Loher Straße 52° 45′ 2″ N, 8° 12′ 51″ O | Lohburg     | Fundamentreste des ehemaligen Gut Lohe mit Graft |    | BW   |

## Lüsche
| Lage                                            | Bezeichnung        | Beschreibung                  | ID | Bild           |
| ----------------------------------------------- | ------------------ | ----------------------------- | -- | -------------- |
| Dorfstraße 7 52° 44′ 4″ N, 8° 4′ 40″ O          | Lehrerwohnhaus     | Wohnhaus                      |    |                |
| Dorfstraße 10 52° 44′ 5″ N, 8° 4′ 49″ O         | Gefallenenehrenmal | auf dem katholischen Friedhof |    | BW             |
| Dorfstraße 10 52° 44′ 6″ N, 8° 4′ 41″ O         | Kirche St. Josef   | Katholische Kirche            |    | Weitere Bilder |
| Kleine Kirchstraße 1 52° 44′ 5″ N, 8° 4′ 24″ O  | Schule             | [ 1 ]                         |    | BW             |
| Kleine Kirchstraße 12 52° 44′ 4″ N, 8° 4′ 21″ O | Wegekapelle        | [ 1 ]                         |    | BW             |

## Molkenstraße
| Lage                                        | Bezeichnung             | Beschreibung                | ID | Bild |
| ------------------------------------------- | ----------------------- | --------------------------- | -- | ---- |
| Molkenstraße 11 52° 43′ 45″ N, 8° 11′ 26″ O | Wohn-Wirtschaftsgebäude | [ 1 ]                       |    | BW   |
| Molkenstraße 13 52° 43′ 45″ N, 8° 11′ 29″ O | Wohn-Wirtschaftsgebäude | mit Hofraum und Baumbestand |    | BW   |
| Molkenstraße 17 52° 43′ 44″ N, 8° 11′ 33″ O | Wegekreuz               | [ 1 ]                       |    | BW   |
| Weihe 52° 43′ 17″ N, 8° 12′ 5″ O            | Esch                    | mit ringförmiger Bebauung   |    | BW   |

## Vestrup
| Lage                                               | Bezeichnung             | Beschreibung                                                     | ID | Bild |
| -------------------------------------------------- | ----------------------- | ---------------------------------------------------------------- | -- | ---- |
| Feldkamp 1 52° 45′ 10″ N, 8° 8′ 40″ O              | Wegekapelle             | [ 1 ]                                                            |    | BW   |
| Grüner Weg 9 52° 45′ 13″ N, 8° 8′ 54″ O            | Wegekapelle             | [ 1 ]                                                            |    | BW   |
| Hochelstener Straße 18 52° 45′ 54″ N, 8° 7′ 14″ O  | Heuerhaus               | [ 1 ]                                                            |    | BW   |
| Hochelstener Straße 28 52° 45′ 57″ N, 8° 6′ 43″ O  | Wegekreuz               | [ 1 ]                                                            |    |      |
| L 837 (Ortsdurchfahrt) 52° 45′ 19″ N, 8° 9′ 1″ O   | Pflasterstraße          | [ 1 ]                                                            |    |      |
| Up'n Rao 1 52° 45′ 43″ N, 8° 7′ 48″ O              | Wegekreuz               | [ 1 ]                                                            |    | BW   |
| Vestruper Dorfstraße 12 52° 45′ 20″ N, 8° 9′ 2″ O  | Kirche St. Vitus        | Katholische Kirche mit Kirchhof und Baumbestand                  |    | BW   |
| Vestruper Dorfstraße 18 52° 45′ 19″ N, 8° 8′ 54″ O | Wohn-Wirtschaftsgebäude | mit Hofraum, Baumbestand, und Stall                              |    | BW   |
| Vestruper Dorfstraße 22 52° 45′ 16″ N, 8° 8′ 45″ O | Wohn-Wirtschaftsgebäude | mit Hofraum, Baumbestand, Stall, Scheune II, Scheune III, Remise |    | BW   |

## Westerbakum
| Lage                                                | Bezeichnung | Beschreibung                                   | ID | Bild |
| --------------------------------------------------- | ----------- | ---------------------------------------------- | -- | ---- |
| Cloppenburger Straße 12 52° 44′ 53″ N, 8° 11′ 31″ O | Scheune     | [ 1 ]                                          |    | BW   |
| Loher Straße 20 52° 44′ 43″ N, 8° 11′ 58″ O         |             | Scheune I, Scheune II, Hofraum mit Baumbestand |    | BW   |
| Up'n Sande 5 52° 45′ 37″ N, 8° 10′ 2″ O             | Wegekreuz   | [ 1 ]                                          |    | BW   |